# Антоніо Лоскі
Антоніо Лоскі (італ. Antonio Loschi; лат. Antonius Luschus; нар. 1365 або 1368 у Віченці — пом. 1441 там само) — італійський гуманіст, поет, філолог та історик, один з найважливіших гуманістів свого покоління.

## Біографія
Антоніо Лоскі був сином нотаріуса Людовико ді Ніколо, який перебував на службі Антоніо делла Скала. З 1386 року Антоніо навчався у Флорентійському університеті у Колюччо Салютаті, а через два роки перейшов до університету Павії, де вивчав граматику та риторику у Джованні Травесі. Гаспарен де Бергамо, ймовірно, був одним із його побратимів. Закінчивши навчання в 1391 році, Антоніо Лоскі вступив на службу до Джана Галеаццо Вісконті, правителя Мілана. Одним з його головних завдань була пропагандистська підтримка дій свого господаря, що він робив у листах, віршах та інвективах. Ласкі також зарекомендував себе як спікер, філолог та поет. Він листувався з багатьма важливими гуманістами свого часу, зокрема з Колюччо Салютаті, Леонардо Бруні, Поджо Браччоліні, Флавіо Біондо, Франческо Барбаро та Франческо Філфо. Два свої праці Бруні присвятив Лоскі. У 1397 р. Лоскі опублікував nvectiva in Florentinos, де звинуватив місто Флоренцію у протидії інтересам флорентійського народу через його опорі владі свого господаря Джана Галеаццо Вісконті. Цей текст Лоскі затьмарив стосунки з Колюччо Салютаті та Чіно Рінуччіні, які дали відповідь на інвективу Лоскі. Як представник Венеції він був у посольствах до пап Інокентія VII та Григорія XII. У 1409 році він став апостольським секретарем у Римі і пробув на цій посаді до 1436 року.
Лоскі похований у соборі Санта-Марія-Аннунчата у Віченці.

## Творчість
Як філолог, Лоскі мав справу переважно з римськими риторами. Він переклав італійською Квінтіліанові Declamationes та написав коментарі до промов Цицерона. Коментар 1395 р. Лоскі поєднав роз'яснення щодо змісту промов із систематичними поясненнями риторики, які він вивів із давніх текстів про риторику Квінтіліана та Цицерона, і таким чином в кінцевому підсумку він створив своєрідний посібник з античної риторики. За прикладом Квінтіліана він написав власний риторичний текст «Declamationes controversiales». 1390 року Лоскі написав віршовану трагедію «Ахілл».

## Твори
- Inquisitio super XI orationes Ciceronis, ad fratrem suum optimum. Venedig 1477.
- Carmina quae supersunt fere omnia. Hrsg. von G. Da Schio. Padua 1858.
- Prosatori latini del Quattrocento. Hrsg. von E. Garin. Mailand/Neapel 1952.
- Lirici toscani del Quattrocento II. Hrsg. von A. Lanza. Rom 1975.
- Achilles. Ravenna 1981.